# 桔柑镇
桔柑镇，原为桔柑乡，是中华人民共和国甘肃省陇南市武都区下辖的一个乡镇级行政单位。2018年3月撤乡设镇。区划代码改为621202121。

## 行政区划
桔柑镇下辖以下地区：
曹家沟村、大园坝村、大岸庙村、桔柑村、东林村、竹园山村、陈家坝村和贺家坪村。